# Heinrich Bart (Chemiker)
Heinrich Adolph Bart (* 4. März 1886 in Bad Dürkheim; † 9. Mai 1924) war ein deutscher Chemiker. Nach ihm benannt ist die von ihm entdeckte Bart-Reaktion zur Darstellung aromatischer Arsonsäuren. Auf ihn, gemeinsam mit Erich Ebler, geht die Feststellung des vergleichsweise hohen Arsengehalts im Bad Dürkheimer Heilwasser zurück.
Heinrich Bart studierte Chemie an den Universitäten in Heidelberg und Basel und wurde dort 1912 promoviert mit einer Arbeit Über den Einfluss der Stellung doppelter Bindungen auf die Stärke organischer Säuren und Basen.
Er wechselte dann in die chemische Industrie. Während der Dauer des Ersten Weltkriegs leitete er das bakteriologische Untersuchungsamt des Militärhospitals in Landau in der Pfalz. In Heidelberg gründete er nach dem Krieg ein biochemisches Institut.
In seiner Heimatstadt trägt eine Straße seinen Namen.